# Analytica Chimica Acta
Analytica Chimica Acta (abrégé en Anal. Chim. Acta) est une revue scientifique à comité de lecture qui publie des articles de recherches originales dans le domaine de la chimie analytique.
D'après le Journal Citation Reports, le facteur d'impact de ce journal est de 4,513 en 2014. Actuellement, les directeurs de publication sont R. P. Baldwin, N. W. Barnett, W. W. Buchberger, P. K. Dasgupta, U. J. Krull, J. P. Landers, H. K. Lee, L. Li, J. Pawliszyn et P. J. Worsfold.